# Nigeriaanse pond

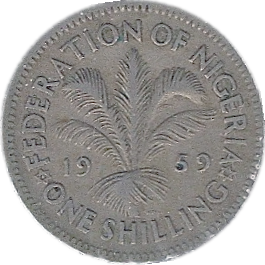
Een munt van 1 shilling.

Het Nigeriaanse pond was de munteenheid van Nigeria van 1907 tot 1973. Nigeria had tot 1958 het Brits-West-Afrikaanse pond gebruikt, waarna het land zijn eigen munt begon te slaan. Het Nigeriaanse pond werd verdeeld in 20 shilling.
Toen de Nigeriaanse naira in 1973 werd geïntroduceerd, werd het Nigeriaanse pond ingewisseld voor die munteenheid.